# East Midlands
East Midlands je jeden z 9 regionů, nejvyšších správních celků Anglie, a zahrnuje východní část oblasti Midlands. Skládá se z hrabství Derbyshire, Leicestershire, Rutland, Northamptonshire, Nottinghamshire a větší části Lincolnshire. Nejvyšším bodem regionu je Kinder Scout v hrabství Derbyshire s výškou 636 metrů nad mořem. Nejnižšími oblastmi jsou města Peterborough a Burton upon Trent ve Staffordshire.

## Velká města
- Nottingham
- Leicester
- Lincoln
- Derby
- Northampton
- Mansfield
- Chesterfield

Oficiálně je největším městem regionu Leicester, ačkoli Nottinghamská aglomerace je větší.

## Doprava
Důležitou spojnicí velkých měst regionu s ostatními částmi země tvoří dálnice M1. Letiště East Midlands se nachází zhruba uprostřed mezi třemi nejdůležitějšími městy regionu – Derby, Leicesterem a Nottinghamem. Regionem procházejí dvě hlavní severo-jižní železniční tratě – Midland Main Line a East Coast Mainline. Další důležitou železniční trati ve směru západ-východ je Cross Country Route, která vede přes Birmingham a Derby.

## Správa
Region East Midlands je rozdělen na následující oblasti:
| Mapa                        | Ceremoniální hrabství            | Hrabství Unitary authority                                                                             | Distrikty |
| --------------------------- | -------------------------------- | --- | --- |
|                             | Derbyshire                       | 1 Derbyshire                                                                                           | High Peak, Derbyshire Dales, South Derbyshire, Erewash, Amber Valley, North East Derbyshire, Chesterfield, Bolsover |
| 2 Derby (unitary authority) | Derbyshire                       | | |
| Nottinghamshire             | 3 Nottinghamshire                | Rushcliffe, Broxtowe, Ashfield, Gedling, Newark a Sherwood, Mansfield, Bassetlaw                       | |
| Nottinghamshire             | 4 Nottingham (unitary authority) | | |
| Lincolnshire (pouze část)   | 5 Lincolnshire                   | Lincoln, North Kesteven, South Kesteven, South Holland, Boston (distrikt), East Lindsey, West Lindsey  | |
| Leicestershire              | 6 Leicestershire                 | Charnwood, Melton, Harborough, Oadby a Wigston, Blaby, Hinckley a Bosworth, North West Leicestershire  | |
| Leicestershire              | 7 Leicester (unitary authority)  | | |
| 8 Rutland                   |                                  | | |
| 9 Northamptonshire          | 9 Northamptonshire               | South Northamptonshire, Northampton, Daventry, Wellingborough, Kettering, Corby, East Northamptonshire | |